# Заславский, Семён Аркадьевич

Памятная доска в Ростове-на-Дону

Семён Арка́дьевич (Самуи́л Аро́нович) Засла́вский (31 мая 1910, Енакиево, Екатеринославская губерния — 18 марта 1978, Москва) — советский композитор.
Заслуженный деятель искусств РСФСР (1977).

## Биография
Семён Аркадьевич Заславский родился 31 мая 1910 года в посёлке Енакиево на границе Екатеринославской губернии и Области Войска Донского. Здесь прошли первые семь лет его жизни. Родители рано распознали в сыне способности к музыке и поощряли его занятия на фортепиано, вначале самостоятельные, затем с преподавателем.
В 1917 году семья Заславских переехала в Ростов-на-Дону. По собственным воспоминаниям Семёна Аркадьевича, в молодые годы он был аккомпаниатором на выступлениях знаменитого борца Ивана Поддубного, когда тот приезжал с гастролями в ростовский цирк.
Окончил музыкальный техникум в Ростове-на-Дону по классу композиции у Е. В. Брумберга и И. Е. Готтбейтера. В 1936 — 1939 годах учился в Ленинградской консерватории (класс композиции П. Б. Рязанова, затем М. А. Юдина).
В довоенные годы Заславским написаны и поставлены первые оперетты — «Сын моря» (1933, Ростов-на-Дону, Театр музыкальной комедии), «Соловьиный сад» (1938, Харьков, Театр музыкальной комедии), «Зелёный шум» (1939, там же) и «Искатели сокровищ» (1941, Ростов-на-Дону, Театр музыкальной комедии).
С началом Великой Отечественной войны семья Заславских эвакуируется в Иркутск, где Семён Аркадьевич исполняет обязанности заведующего музыкальной частью Иркутского драматического театра. В 1944 — 1945 годах Заславский — дирижёр Московского театра миниатюр, в 1945 — 1946 годах — Одесского театра музыкальной комедии.
Вернувшись после войны в Ростов-на-Дону, Семён Заславский некоторое время работает в Ростовском театре музыкальной комедии. В этом же театре ставятся его предвоенные произведения, а также оперетта «Славянка», созданная в 1947 году, когда композитор уже всецело отдаёт себя творчеству. По воспоминаниям Николая Доризо, эта постановка стала началом их большой творческой дружбы с Заславским. За время жизни в Ростове-на-Дону композитор сменил несколько квартир. В 1952 году он переезжает в новый дом в историческом центре города, на пересечении Будённовского проспекта и улицы Энгельса, где на третьем этаже, в квартире № 20 он проживает в соседних комнатах с композитором И. К. Шапошниковым. В 1983 году на стене здания установили мемориальную доску с барельефом С. А. Заславского, изображением скрипичного ключа и нотных строк из его песни.
С 1954 года живёт в Москве.
Жанр оперетты в своём творчестве композитор сочетал с написанием музыки для фортепиано, симфонического оркестра, а также популярных песен на стихи советских поэтов (свыше 200). Особенно плодотворным стало его соавторство с Анатолием Софроновым, с которым они познакомились ещё в предвоенном Ростове-на-Дону. Песни Заславского в разные годы исполняли: Владимир Бунчиков, Владимир Нечаев, Вадим Козин, Николай Рубан, Владимир Трошин, Ольга Воронец, Майя Кристалинская, Нани Брегвадзе, Мария Кодряну и другие.
Скончался Семён Аркадьевич Заславский 18 марта 1978 года в Москве. Похоронен на 47 участке Востряковского кладбища.

## Творчество

#### Оперетты
- Сын моря (1933, Ростов-на-Дону, Театр музыкальной комедии)
- Соловьиный сад (1938, либретто А. В. Софронова, Харьков, Театр музыкальной комедии)
- Зелёный шум (1939, там же)
- Искатели сокровищ (1941, либретто А. В. Софронова, Ростов-на-Дону, Театр музыкальной комедии)
- Славянка (1947, Ростов-на-Дону, Театр музыкальной комедии)
- Мария (1948, Харьков, Театр музыкальной комедии)
- Под небом Праги (1949, Иркутск, Театр музыкальной комедии)
- Весенние моды (1956, Московский Театр оперетты)
- Ветка сирени (1963, Волгоград, Театр музыкальной комедии)
- Счастливый рейс (совм. с И. Ильиным, Свердловск, 1965)
- Жених моей невесты (1966, Ростов-на-Дону, Театр музыкальной комедии)
- Прощай, Неаполь (совм. с И. Ильиным, 1968, там же)
- Не бей девчонок (1970, Московский Театр оперетты)
- Милый, странный доктор (1974, либретто А. В. Софронова, Москва, Театр-студия киноактёра)

#### Наиболее известные песни
- Алёша-книгоноша (А. Пришелец) — исп. Хор мальчиков МГХУ под управлением А. Свешникова
- Ах, эта красная рябина (А. Софронов) — исп. Нани Брегвадзе, Мария Кодряну
- Белые сны (М. Пляцковский) — исп. Майя Кристалинская
- Бессмертник (А. Софронов) — исп. Евгений Беляев и Ансамбль им. Александрова
- В городе над Доном (Н. Костырев) — исп. Владимир Бунчиков
- Возвращение (М. Рейтман) — исп. Владимир Трошин
- Вьётся лист золотой (А. Софронов) — исп. Владимир Бунчиков и Владимир Нечаев
- Гордыня (А. Софронов) — исп. Ольга Воронец
- Дуэт Марины и Григория из оперетты «Соловьиный сад» (А. Софронов, И. Котенко) — исп. Е. Лебедева и Николай Рубан
- Жёлтый лист (А. Софронов) — исп. Нани Брегвадзе
- За синей далью (Л. Кондырев) — исп. Владимир Нечаев
- Замела метель дороги (А. Софронов) — исп. Екатерина Семёнкина и Антонина Фролова, Нина Поставничева
- Земля моя (А. Софронов) — исп. Владимир Макаров
- Зимняя дорога (В. Могильчак) — исп. Леонид Шумский
- Знаешь (М. Пляцковский) — исп. Владимир Гаврилов
- Ковыль (Изаи) — исп. Вадим Козин
- Крапивушка (М. Ройтман) — исп. Ольга Воронец
- Красная Пресня — рабочая песня (А. Софронов) — исп. Юрий Ельников и Юрий Якушев
- Кто ты? (Я. Халецкий) — исп. Вероника Круглова
- Ленина мечты (А. Софронов) — исп. Борис Добрин
- Луноход (В. Харитонов) — исп. В. Царский и В. Селеванов
- Любовь, как лодочка (А. Софронов) — исп. Любовь Бажина, Нани Брегвадзе, Ольга Воронец
- Милый дом (А. Софронов) — исп. Георгий Виноградов
- Мы поём (Г. Гридов) — исп. хор Всесоюзного радио
- Невесты (М. Пляцковский) — исп. Владимир Макаров
- От Волги до Дона (А. Софронов) — исп. Владимир Бунчиков и Алексей Королёв
- Песенка вполголоса (М. Пляцковский) — исп. Аида Ведищева, Владимир Макаров
- Песня Воронова из оперетты «Искатели сокровищ» (А. Софронов) — исп. Николай Рубан
- Песня Григория из оперетты «Соловьиный сад» (А. Софронов, И. Котенко) — исп. Николай Рубан
- Песня о морской мечте (М. Рейтман) — исп. Лев Полосин и Борис Кузнецов
- Праздничная песенка (В. Котов) — исп. Ирина Бржевская
- Проводи меня (Л. Шумский) — исп. Леонид Шумский
- Расцвела сирень нежданно (Л. Кондырев) — исп. Иван Бурлак
- Сады цветут зеленые (из оперетты «Искатели сокровищ») (А. Софронов) — исп. Акулова Е. и Качалов М., Зоя Виноградова и Виталий Копылов
- След на земле (Я. Халецкий) — исп. Сергей Яковенко
- Что-то совершиться должно (Н. Доризо) — исп. Эльвира Гончарова
- Шумит седой океан (М. Рейтман) — исп. Владимир Бунчиков и Владимир Нечаев